# Eduardo Martínez Díaz
Eduardo Martínez Díaz (9 de octubre de 1968) es un político y destacado científico cubano. Vice primer ministro de Cuba. Fue desde el mes de febrero hasta octubre del mismo año 2024 Ministro de Ciencia, Tecnología y Medio Ambiente (CITMA). Diputado de la Asamblea Nacional Popular de Cuba por la provincia de La Habana Municipio Playa en la IX Legislatura.
Académico Titular de la Academia de Ciencias de Cuba y miembro de esa institución desde el año 2012. Es el autor principal de la vacuna pentavalente cubana	. 

## Trayectoria
Héroe del Trabajo de la República de Cuba. Doctor en Ciencias Biológicas ( Centro de Biología Molecular “Severo Ochoa”, Universidad Autónoma de Madrid, España ). Con más de 30 años de labor ininterrumpida en el sector de la ciencia y el conocimiento, con investigaciones de alto impacto en la salud humana. Ostenta varios premios anuales: 18 de ellos otorgados por la Academia de Ciencias de Cuba.  Su labor fue decisiva en la concreción y desarrollo de las vacunas cubanas . contra la COVID-19 . y otros medicamentos utilizados durante el enfrentamiento a la pandemia en el país. 
Ha desempeñado diferentes responsabilidades comenzando como investigador en el Centro de Ingeniería Genética y Biotecnología (CIGB), donde fue Jefe de Laboratorio (años 1991-1994), Jefe de División de Control de proceso de las producciones, Director de Desarrollo Tecnológico (años 1999-2012), Director de Ciencia e Innovación de BioCubaFarma (año 2013), vice director general del Centro de Ingeniería Genética y Biotecnología (años 2013-2015), Vicepresidente Primero de BioCubaFarma, entre los años 2015 y 2017 y Presidente del Grupo Empresarial de la industria biofarmacéutica cubana desde el año 2017 hasta enero del año 2024. .  Fue desde el mes de febrero hasta octubre del mismo año 2024 Ministro de Ciencia, Tecnología y Medio Ambiente (CITMA). Actualmente es vice primer ministro de la República de Cuba.

## Méritos Académicos y Científicos
En el orden científico ha recibido múltiples cursos en Cuba y en el extranjero, entre ellos: Biología molecular, 
BioMembrana,Biocatálisis aplicada ,Transferencia genética en mamíferos , Macromoléculas y estructuras moleculares, y Purificación de proteínas. 
Ha obtenido altos títulos académicos y grados científicos: Licenciado en Biología en la Universidad de La Habana en el año 1990 y Doctor en Ciencias Biológicas, en el año 2002, por la Universidad Autónoma de Madrid ; Investigador Titular y Biotecnólogo de Primer nivel en el año 2006. Científico multipremiado con 18 premios de la Academia de Ciencias de Cuba, 5 premios anuales de la Salud, 4 premios relevantes del Fórum de Ciencia y Técnica a nivel nacional; Premio Especial del Ministerio de Ciencia y Tecnología en el año 2006, por su impacto social, al resultado del registro y aplicación en el país de la «Vacuna tetravalente Trivac-HB®» ; entre su logros se incluye el aislamiento del polipéptido  bacteriano con potente actividad antitumoral, la nueva vacuna pentavalente cubana Heberpenta-L, entre otros resultados significativos.
Premio Nacional de Innovación Tecnológica del Ministerio de Ciencia, Tecnología y Medio Ambiente de Cuba . Ha obtenido 4 patentes internacionales y autor del desarrollo de 12 productos biotecnológicos registrados para su uso comercial. Dirigió el proceso de desarrollo de las vacunas cubanas contra la COVID-19, en su condición de Presidente de BioCubaFarma. 
Obtuvo la Orden Lázaro Peña de II grado en el 2008 y la Orden Carlos J. Finlay en el año 2015.   

## Labor política
Elegido Diputado a la Asamblea Nacional del Poder Popular el 18 de abril de 2018 en la Sesión Constitutiva de la IX Legislatura, celebrada en el Palacio de Convenciones de La Habana. En el mismo año 2024 fue designado ministro de Ciencia, Tecnología y Medio Ambiente y unos 8 meses después vice primer ministro.

## Reconocimientos
Por los resultados en el enfrentamiento a la COVID-19 se le otorgó el 9 de abril de 2019 el título honorífico de Héroe del Trabajo de la República de Cuba.
Posee la Orden Lázaro Peña de II grado otorgada en el año 2008 y la Orden Carlos J. Finlay otorgada en el año 2015. 

## Publicaciones y Eventos Científicos
Autor de más de 30 publicaciones científicas en revistas internacionales y Conferencista en más de 80 eventos científicos internacionales. Entre otras publicaciones se incluyen:
- Martínez Díaz, E., Pérez Rodríguez, R. , Herrera Martínez, L. , Lage Dávila, A. , Castellanos Serra, L., (2020). La industria biofarmacéutica cubana en el combate contra la pandemia de COVID-19. Anales de la Academia de Ciencias de Cuba, Vol. 10. No. 2.[16]
- Martínez Díaz, E., Mauri Pérez, M., Urquiza Rodríguez T., Pimentel Vázquez E., García Almaguer R., Curbelo Rodríguez D., Pérez Rodríguez R., Dueñas Carrera S., Pablo Fonseca Rodríguez, Sartorio Enríquez J., Parra Rojas R., González Martínez G., González Carnel B., Núñez Broño I., (2024). BioCubaFarma 10 años después: Retos y Proyecciones. [17]
- Limonta-Fernández, M., Chinea-Santiago, G., Martín-Dunn, A. M., Gonzalez-Roche, D., Bequet-Romero, M., Marquez-Perera, G., ... & Guillén-Nieto, G. (2021). The SARS-CoV-2 receptor-binding domain expressed in Pichia pastoris as a candidate vaccine antigen. MedRxiv, 2021-06.